# Generation C64
Generation C64 bzw. C64-Generation bezeichnet jene Jahrgänge, die mit der ersten Generation der Heimcomputer und PC-Spiele in den 1980er Jahren groß geworden sind.

## Bedeutung
Der Namensgeber Commodore 64 ermöglichte ab 1983 mit seiner umfangreichen Hardwareausstattung zu einem erschwinglichen Preis einer ganzen Generation von Jugendlichen erstmals einen Zugang zu einem für diese Zeit leistungsstarken Heimcomputer. Andere sehr verbreitete Modelle waren der Vorgänger Commodore VC 20 ab 1981 und die Atari-Heimcomputer-Serie (400/800 ab 1979, XL ab 1982 und XE ab 1985). Im Gegensatz zu den für professionellen Einsatz gedachten Computermodellen wurden sie nicht nur in Fachgeschäften, sondern auch über Fernsehgeschäfte, Handelsketten und Spielwarengeschäfte verkauft und standen damit in Konkurrenz zu Spielkonsolen. Eine fast deckungsgleiche Bezeichnung ist daher Generation Atari, welche sich vom Atari VCS 2600 (ab 1977, erfolgreich ab 1979) ableitet. Die Altersgrenze zur vorherigen Generation ohne (zumindest potentiell verfügbaren) Computerspielen während der Kindheit und Jugend kann man ungefähr bei den Geburtenjahrgängen 1966 bis 1971 festlegen.
Jahrgangsmäßig sind in etwa die nach anderen Schwerpunkten benannten Generation Golf und Generation X enthalten. Die Generation C64 steht an der Schwelle von den Digital Immigrants zu den Digital Natives, welche die neuen Technologien schon von klein auf um sich haben.

## Verwendung
Der Begriff ist seit längerem gebräuchlich. In der Resonanz der Bloggerszene auf einen Artikel mit dem Titel Die Generation C64 schlägt zurück auf Spiegel Online von Christian Stöcker zeigte sich, wie breit die Identifikation mit diesem Begriff inzwischen geht. Mit dem Begriff wird eine Generation definiert, die in der digitalen Welt und im Computerzeitalter zu Hause ist und mit PC und Computerspielen aufwuchs. Ihr wurde vor allem in den frühen 2000er-Jahren eine ältere Generation der politischen Entscheider gegenübergestellt, die das Internet und Computer zwar kennen, aber damit nicht souverän und umfassend kompetent umgehen. Letztere wurden in diesem Kontext zuweilen als Internetausdrucker kritisiert. Stöcker rechnet in seinem Artikel im Jahr 2009 20 Millionen Menschen zwischen 15 und 35 zu dieser Generation. Zum Stand 2020 hat die C64-Generation folglich vielfach Entscheiderpositionen in Wirtschaft, Politik und Gesellschaft übernommen und wird von den Digital Natives bereits unter Druck gesetzt.
Der Begriff Generation C64 tauchte nach Juni 2009 gelegentlich in Blogs in der Diskussion um Urheberrechtsprobleme z. B. bei Tauschbörsen und um die Internetsperrpläne von Ursula von der Leyen auf.
So schreibt Die Zeit: „Die Generation C64 honoriert nicht Politik im Netz, sondern Politik fürs Netz.“
Einzelne Internet-Medien bezeichnen mit dem Begriff unter anderem die Zielgruppe der Piratenpartei sowie der Grünen. Die Grünen verwendeten den Begriff in ihrer Wahlkampagne 2009 parallel zu Digital Native zur Zielgruppenansprache für die Netzcommunity. Das Jugendmagazin Jetzt der Süddeutschen Zeitung sieht in der Generation C64 hingegen „die neue außerparlamentarische Opposition“.
Auch Computerzeitschriften wie Return werben so für sich. Die Nostalgiker der Generation C64 werden von der Spieleindustrie umworben; mit Emulatoren werden die alten Spiele des C64 auf Smartphones und PCs zum Laufen gebracht.

## Belege
1. 1 2  Thorsten Quandt, Jeffrey Wimmer, Jens Wolling: Die Computerspieler, VS Verlag, 2006, ISBN 3-531-15085-5, S. 114 (Ein Buch über ältere, nicht zur Generation C64 gehörende,  Computerspieler, welche die Angaben als Abgrenzung verwendet.)
2. ↑  Generation C64: Ein Brotkasten wird 25 SPON vom 19. Oktober 2007 (Memento des Originals vom 23. Juni 2009 im Internet Archive)  Info: Der Archivlink wurde automatisch eingesetzt und noch nicht geprüft. Bitte prüfe Original- und Archivlink gemäß Anleitung und entferne dann diesen Hinweis.
3. ↑  generation c64 in: szenesprachenwiki / Duden – Neues Wörterbuch der Szenesprachen (Memento vom 14. März 2012 im Internet Archive)
4. ↑  google: Generation C64
5. ↑  Christian Stöcker: Die Generation C64 schlägt zurück, Spiegel online 2. Juni 2009
6. ↑  netzpolitik.org Die Generation C64 schlägt zurück
7. 1 2  Adrian Pickshaus: Auf der Piratenwelle, Zeit Online, 11. Juni 2009, abgerufen am 3. Dezember 2018
8. ↑  Tagesspiegel: Wahlkampf – Auf der Piratenwelle zu Internetwahlkampf und Piratenpartei, erwähnt Generation C64. In: Tagesspiegel. 11. Juni 2009 (Online).
9. ↑  „3 Tage wach“ – Grüne werben um die „Generation C64“ im Endspurt des Europawahlkampfs
10. ↑  Wahlaufruf der Grünen: Brief an „Liebe Netizens, liebe Generation C64, liebe Digital Natives“ (Memento des Originals vom 3. Dezember 2018 im Internet Archive)  Info: Der Archivlink wurde automatisch eingesetzt und noch nicht geprüft. Bitte prüfe Original- und Archivlink gemäß Anleitung und entferne dann diesen Hinweis.
11. ↑  Freiheit statt Angst: Die erste Internetwahl in Deutschland jetzt.de 11. September 2009, abgerufen am 23. August 2011.
12. ↑  Return – Neues Magazin für die „Generation C64“ auf openpr.de
13. ↑  Die C64-Generation. Nostalgie vor dem Rechner. die tageszeitung  29. September 2009, abgerufen am 22. August 2011